# Helle Thorning-Schmidts skattesag
Skattesagen var en sag om daværende partiformand og statsministerkandidat Helle Thorning-Schmidts skatteforhold, der blev rejst under stor mediebevågenhed i sommeren 2010.
Baggrunden for sagen var en række kritiske artikler i B.T. om, hvorvidt Helle Thorning-Schmidt og hendes mand forsøgte at undgå at betale skat, og derfor om en ledende politiker selv levede op til de idealer, hun forfægtede. Som socialdemokratisk formand havde Helle Thorning-Schmidt talt for at hæve skatteniveauet bl.a. sammen med SF-formand Villy Søvndal i et fælles politisk plan med titlen Fair Forandring fra august 2009, hvor der skulle indføres en særlig millionærskat på 6% af al indkomst over 1 mio. kr. I forbindelse med denne debat gav Thorning-Schmidt udtryk for det synspunkt, at de højeste indkomster burde bære de største byrder, ligesom hun argumenterede for, at et højt velfærdsniveau forudsatte et højt skattetryk.
SKAT afgjorde i et brev i september 2010, at Helle Thorning-Schmidts mand Stephen Kinnock ikke var fuldt skattepligtig i Danmark, hvorfor han ikke havde unddraget sig at betale skat i Danmark. SKAT fandt dog at Helle Thorning-Schmidt fejlagtigt havde betalt for lidt i skat som følge af overførsel af sin mands personfradrag. Fejlen var ikke Helle Thorning-Schmidts skyld men som følge af en beregningsteknisk fejl hos SKAT. Af afgørelsen fremgik det, at SKAT ændrede Helle Thorning-Schmidts årsopgørelse for de tre år fra 2006 til 2008, mens tilbagebetalingskravet var forældet for den resterende periode på 6 år fra 2000 til 2005.
Forløbet udviklede sig til den såkaldte lækagesag, hvor daværende skatteminister Troels Lund Poulsen og dennes spindoktor Peter Arnfeldt blev mistænkt for at have lækket Helle Thorning-Schmidts personlige skattepapirer. Papirerne blev offentliggjort i B.T. en uge før folketingsvalget 2011 i et forsøg på at påvirke folketingsvalget. Forløbet blev blev senere afdækket i Skattesagskommissionen og den ansvarlige kilde til lækket af SKATs afgørelse blev aldrig fundet.
Som følge af forløbet blev Peter Loft, der var departementschef under Troels Lund Poulsen, fritaget fra tjeneste med fuld løn af den efterfølgende skatteminister Thor Möger Pedersen (SF), og Skattesagskommissionen afdækkede at han havde afgivet urigtige oplysninger til Folketinget Ombudsmand.

## Tidligere dækning af Thornings skatteforhold
Allerede tilbage under folketingsvalgkampen i november 2007 havde Ekstra Bladets netavis og journalisten Jan Kjærgaard beskrevet, hvordan Helle Thorning-Schmidts britiske mand Stephen Kinnock ikke betalte skat i Danmark, selv om hans familie boede på Østerbro og »trækker lige så meget på velfærdsstatens ydelser som enhver anden kernefamilie«. Men afsløringen vakte ingen særlig opmærksomhed og druknede i andre af valgkampens hede debatemner. Heller ikke de borgerlige partier interesserede sig dengang for at forfølge skattesagen mod Socialdemokraternes partiformand.
Sagen blev igen taget op og debatteret på hjemmesiden 180Grader i en artikel den 9. maj 2010 af en person med aliaset »The Midas Touch« under overskriften »Helle Thornings mand ikke betaler skat«. I den forbindelse blev det fremført, at det var dobbeltmoralsk, at Thorning-Schmidt snakkede om, at alle skulle bidrage til fællesskabet og udvise solidaritet, når hendes egen mand gjorde det stik modsatte.
Det blev dog først en stor historie i sommeren 2010 efter at B.T. havde sat skattesagen på forsiden. Det må dog antages, at det spillede ind, at Stephen Kinnock tilbage i 2007 havde været ansat i British Council og derfor betalte skat i England under særlige regler. Men i januar 2009 havde Kinnock fået nyt job som direktør i World Economic Forum i Genève og betalte derfor nu antagelig skat i Schweiz. Dermed kunne historien ændres til, at Stephen Kinnock betalte skat i skattely.

### Oprettelse af konto til frivillig ekstraskat
Forud for dækningen af sagen i B.T. ønskede en række politikere i blå blok at angribe oppositionens leder på skatteområdet, hvilket førte til at Skatteministeriet under daværende skatteminister Troels Lund Poulsen på baggrund af en henvendelse fra en borger foranledigede, at der den 20. maj 2010 blev oprettet en konto (reg.nr. 0216, kontonr. 4069162134), som borgere, der gerne ville betale mere i skat, kunne indbetale på.
Kontoen kunne alene bruges af borgere, der gerne ville betale mere i skat og således ikke til indbetaling af restskat, moms og afgift. I alt nåede der at blive indbetalt ca. 92.000 kr. fordelt på godt 350 indbetalinger inden kontoen senere blev lukket af skatteminister Thor Möger Pedersen den 1. marts 2012.
Hensigten med kontoen var angiveligt, at udstille og narre daværende formand for Socialdemokratiet, Helle Thorning-Schmidt, der havde talt for at hæve skatterne. Derefter skulle Ekstra Bladet skrive en artikel om, at Thorning ikke frivilligt ville indbetale mere i skat. Også selv om hun som politiker mente, at man skulle betale mere i skat. Journalist Jan Kjærgaard har udtalt at det var skatteministerens spindoktor Peter Arnfeldt, der fik idéen til kontoen, mens Peter Arnfeldt under Skattesagskommissionen selv har forklaret, at det var Troels Lund Poulsen som fik idéen. Troels Lund Poulsen har derimod forklaret, at det var daværende Venstres daværende skatteordfører Torsten Schack Pedersen som var ophavsmanden.

### Debat om Thornings skattebetaling
Efter oprettelsen af kontoen til indbetaling af frivillig ekstraskat spurgte Venstres erhvervsordfører Jacob Jensen under Folketingets afslutningsdebat den 2. juni 2010 om Helle Thorning-Schmidt mente, at hun selv betalte for lidt i skat. På spørgsmålet svarede hun således:
| Citat                                             | — Ja. I forhold til den velfærd, vi gerne vil have i Danmark, så betaler vi jo faktisk for lidt i skat i Danmark. (...) Så jo, jeg tror, at vi som samfund kommer til at bidrage med lidt mere i skatter og afgifter, og det inkluderer selvfølgelig også mig selv. | Citat |
| Partiformand Helle Thorning-Schmidt, 2. juni 2010 | |       |

Dagen efter bragte Ekstra Bladet en historie med overskriften "Helle og Villy: Vi betaler for lidt i skat" og beskrev oppositionens ledere som vendekåber, hvis erklæringer fra Folketingets talerstol var ganske klare, men som nu over for Ekstra Bladet trak Helle og Villy i land igen. Troels Lund Poulsen udtalte til artiklen:
| Citat                                                | — Endnu en gang er S og SF’s formænd taget i en gang dobbeltmoral (...) Det med, at de gerne vil betale lidt mere i skat, var altså bare snak. | Citat |
| Skatteminister Troels Lund Poulsen (V), 3. juni 2010 | |       |

Jan Kjærgaard har efterfølgende undskyldt dækningen og trukket artiklen tilbage efter sin afhøring i Skattesagskommissionen. Forholdet blev også omtalt i Berlingske Tidendes satiriske klumme Groft Sagt af sognepræsten Edith Thingstrup:
| Citat                                           | — Under Folketingets afslutningsdebat gav Helle Thorning-Schmidt udtryk for, at vi betaler for lidt i skat i Danmark på grund af regeringens skattereform. Helle tænkte utvivlsomt (også) på sin egen mand, Stephen Kinnock, som slet ikke betaler skat i Danmark, idet han meget belejligt arbejder i udlandet... Men nu får Helles mand lykkeligvis muligheden for at yde en smule til sine børns skolegang og pasning. Skatteministeriet har nemlig åbnet en særlig konto til folk, som synes, at de ikke betaler nok i forvejen. | Citat |
| Sognepræst Edith Thingstrup, Berlingske Tidende | |       |

## B.T. bringer historien
Tre uger senere den 23. juni 2010 udkom B.T. med forsiderubrikken "Scorer kassen i skattely." Artiklen handlede om, at Helle Thorning-Schmidts mand, Stephen Kinnock, ikke havde betalt skat i Danmark i 2009, men derimod i Schweiz, hvor han har boet i hverdagene grundet sit arbejde. Kinnock er engelsk statsborger. Helle Thorning-Schmidt og hendes mand valgte derfor for at få sagen vurderet at indlevere en selvangivelse for 2009 og bede SKAT om at afgøre, om parret havde fulgt reglerne. I den forbindelse udtalte Helle Thorning-Schmidt at parret under alle omstændigheder - og uanset udfaldet af SKATs afgørelse - ville tage skridtet fuldt ud og betale skat i både Danmark og Schweiz.

## Modstridende oplysninger i ansøgning til Justitsministeriet
Et par dage efter B.T.s første artikel blev Helle Thorning-Schmidt kritiseret på forsiden af B.T. for at stå som eneejer af familiens hus i Strandvejskvarteret, Helle Thorning-Schmidt bor på Kuhlausgade 40 på Østerbro i København. Det betyder, at hun får hele skattefradraget for huset. Senere kom det frem, at Helle Thorning-Schmidt i efteråret 2009 ansøgte Justitsministeriet om, at hendes mand kunne komme til at stå som medejer af deres hjem, men at hun endnu ikke havde benyttet sig af tilladelsen til dette. Denne ansøgning gav 29. juli 2010 anledning til B.T.-artiklen "Thorning lyver igen". Her påpegedes det, at Helle Thorning-Schmidt i en e-mail til Justitsministeriet skrev, at hendes mand "er i Danmark hver weekend fra fredag til mandag hele året rundt". Dette var i modstrid med, hvad Helle Thorning-Schmidt havde oplyst SKAT, idet hun til SKAT havde skrevet, at hendes mand var i Danmark 33 uger om året.
Nogle medier har fortolket vendingen "hver weekend" som 52 uger. Andre som eksempelvis Politiken (i deres leder "Mediestorm mod Thorning-Schmidt er substansløs") har fremstillet Thornings formulering i den betydning, at manden "for det meste" var hjemme. En formulering, som Thorning-Schmidt også selv holdt sig til. Selv skriver Thorning, at sætningen var "et hurtigt formuleret forsøg på at anskueliggøre vores livsform".
I relation til de modstridende oplysninger til Justitsministeriet skrev Ritzau den 2. august 2010 artiklen "Telefonnotat frifinder Thorning i hussag". Notatet refererede til en telefonsamtale i oktober 2009 med justitsminister Lars Barfoed, hvor Thorning-Schmidt blev informeret om, at B.T. havde fået aktindsigt i hendes korrespondance med netop Justitsministeriet om at få tilladelse til at registrere sin mand, Stephen Kinnock, som medejer af sit hus i Kuhlausgade i København. Under telefonsamtalen med Barfoed bad hun om at blive ringet op af Michael Lunn, departementschef i Justitsministeriet. Notatet refererer, at Michael Lunn fortalte Helle Thorning-Schmidt, at det ikke ville have gjort en forskel for afgørelsen af hus-sagen, hvis Stephen Kinnock kun havde været i landet i 33 uger. Michael Lunn anses på Christiansborg for være en gammeldags socialdemokrat af Auken-skolen. Derudover kendte Thorning-Schmidt og Lunn hinanden fra Nationalbankens repræsentantskab og bestyrelse, hvor de begge to sad på daværende tidspunkt.
Ved at Thorning-Schmidt gik målrettet efter at tale med Michael Lunn endte hun med at få et svar hun kunne fortælle de mange fremmødte journalister i Kastrup Lufthavn, at hun nok havde givet den forkerte oplysning i den første mail, men det betød ikke noget alligevel.

## Bopælens betydning for udfaldet
I december 2002 anklagede Ekstra Bladet Helle Thorning-Schmidt for at bryde boligreguleringsloven og CPR-lovgivningen ved at have folkeregisteradresse og lejlighed i København selvom hun boede i Bruxelles. Københavns Kommune pålagde herefter Thorning at rette op på forholdet. Folkeregisteret bad hende om at meddele flytning til udlandet og dermed sælge eller udleje sin lejlighed. Det nægtede Thorning-Schmidt, og i september 2001 flyttede hun endda sin adresse til en anden lejlighed på Amager. I stedet forsøgte familien at opnå en dispensation, der dog blev afvist. Dispensationen og appel om denne blev bl.a. pure afvist af diverse partiformænd, daværende overborgmester i København, Jens Kramer Mikkelsen, og indenrigs- og sundhedsminister, Lars Løkke Rasmussen.
Folkeregistret i København besluttede i februar 2003 at tvangsregistrere Helle Thorning-Schmidts familie som udrejst til Bruxelles, hvilket betød, at hun var nødsaget til enten at udleje eller sælge sin ejerlejlighed på Amagerport. Dette forhold har ifølge Frode Holms firma Revitax sidenhen været medvirkende til at Stephen Kinnock ikke skulle betale skat i Danmark.
Det var imidlertid først, da turen i april 2003 kom til Københavns bygge- og teknikborgmester, Søren Pind, at Thorning-Schmidt fik en 14 måneder lang dispensation frem til juli 2004.

## Hjemkomst og forklaring
For at håndtere sagens genopblusning på baggrund af B.T's artikler afbrød Helle Thorning-Schmidt 30. juli 2010 sin ferie i Frankrig og besvarede pressens spørgsmål i ankomsthallen i Københavns Lufthavn. Her beklagede hun sin fejlagtige e-mail til Justitsministeriet, men forklarede, at dette var "sløseri og ikke en forsætlig handling", ligesom Helle Thorning-Schmidt understregede, at e-mailen til Justitsministeriet ikke ville stille parret økonomisk mere fordelagtigt, hvis Stephen Kinnock blev medejer af deres hus. Advokat, skatteekspert og medlem af Venstre, Tommy V. Christiansen, har udtalt "... at man ikke kan betegne fejlen som en sjuskefejl."
Den 1. august skrev Thorning-Schmidt en e-mail, der også blev omtalt og gengivet i pressen, til alle socialdemokratiske medlemmer, med hendes version af de verserende sager. Meningsmålinger viste, at sagen havde skadet Helle Thorning-Schmidts troværdighed. Et flertal mente dog, at sagen ikke havde skadet hendes troværdighed i som statsministerkandidat.
Den 2. august 2010 udtalte Helle Thorning-Schmidts skatterevisor, den administrerende direktør Frode Holm fra skatterådgivningsfirmaet Revitax, at Stephen Kinnock i 2009 er "... fuldt og helt skattepligtig i både Danmark og Schweiz." Samtidig er det Frode Holms vurdering, at en tilladelse til kun at betale skat i Schweiz ville have været muligt vha. en erklæring fra Schweiz. Ifølge Holm ville en normal klient hos ham have indhentet en sådan tilladelse.

## Afgørelse og udfald
Den 17. september 2010 sendte Helle Thorning-Schmidt et brev til de socialdemokratiske partimedlemmer, hvori hun oplyste at SKAT har meddelt, at Stephen Kinnock ikke var skattepligtig i Danmark i 2007, 2008 og 2009. Derudover glædede hun sig over, at påstandene blev tilbagevist. Brevet og SKATs afgørelse om at Kinnock ikke levede i skattely vendte mediebilledet til en opfattelse af, at de borgerlige partier med hjælp af bl.a. B.T. havde iværksat en voldsom kampagne imod Helle Thorning-Schmidt med påstande om, at hun og hendes mand snød i skat, men som forventet var der nu intet om beskyldningerne, og SKAT frikendte Helle og hendes mand for enhver mistanke:
| Citat                                                                     | Kære partifælle Jeg er glad for i dag at kunne fortælle dig om SKATs afgørelse vedrørende min mands skatteforhold. Efter en yderst grundig gennemgang er SKAT nået frem til en afgørelse, som er sendt til Stephen. Brevet består af en afgørelse på to linjer og en 9 sider lang sagsfremstilling. Vi offentliggør i dag afgørelsen. Vi offentliggør ikke sagsfremstillingen, da der indgår mange private oplysninger i den. Afgørelsen lyder som følger: "Du er ikke fuldt skattepligtig for indkomstårene 2007, 2008 og 2009, da du ikke har taget bopæl her i landet efter kildeskattelovens § 1, stk. 1, nr 1, jævnfør kildeskattelovens § 7, stk. 1." Det betyder med SKATs egne ord, at "du fortsat ikke anses for skattepligtig for indkomståret 2007 og 2008" og at "skattepligtsforholdet for 2009 ændres fra fuld skattepligt til ingen skattepligt." Grundlæggende betyder dette, at Stephen ikke kan komme til at betale skat i Danmark for 2009. Det siger sig selv, at min mand også fremadrettet (fremover, i fremtiden, red.) vil følge de gældende regler til punkt og prikke. Hvis han får mulighed for at blive skattepligtig i Danmark i 2010, vil han naturligvis betale sin skat i Danmark. Om han i fremtiden kan betale skat i Danmark vil derfor alene bero på SKATs vurdering. Mange eksperter, medier og borgerlige politikere har udtalt sig om denne sag. De har ikke kendt til fakta, men det har ikke afholdt dem fra at skabe en betydelig tvivl og usikkerhed. Mange påstande er blevet fremført helt uden grund i virkeligheden. Nu er tvivlen væk og påstandene tilbagevist. For hvis man ikke er skattepligtig i Danmark, kan man ikke betale skat i Danmark. Vi er glade for afgørelsen. For os er det helt afgørende at følge reglerne. Det mente vi, at vi gjorde. Det bekræfter SKAT nu. Jeg vil gerne sige tak for den entydige opbakning, jeg har fået fra partiets medlemmer. Stephen har også bedt mig hilse jer. Jeres støtte har været helt uvurderlig for os begge og for partiet. Det har været en hård omgang for os alle. Jeg håber, at vi nu entydigt kan fokusere på politikken. Vi står med store udfordringer. Arbejdsløsheden stiger. Statens underskud stiger. Vi mister konkurrencekraft. Virksomheder drejer nøglen om. VKO-blokken har haft ansvaret for Danmark i 9 år, og i den periode har den systematisk forsømt at passe på vores økonomi. Kun et nyt flertal kan få væksten og optimismen tilbage i Danmark. Jeg glæder mig til vores kongres i næste uge. Og hvis ikke du deltager, håber jeg, du har mulighed for at følge kongressen på s-kongres.dk. | Citat |
| Helle Thorning-Schmidt, formand for Socialdemokraterne 17. september 2010 | |       |

Ifølge uddraget på to linjer af SKATs afgørelse som Helle Thorning-Schmidt offentliggjorde i september 2010, var Stephen Kinnock ikke skattepligtig i Danmark i hverken 2007, 2008 eller 2009. Citatet fra afgørelsen som Thorning offentliggjorde den 17. september 2010 lød: "Du er ikke fuldt skattepligtig for indkomstårene 2007, 2008 og 2009, da du ikke har taget bopæl her i landet efter kildeskattelovens § 1, stk. 1, nr 1, jævnfør kildeskattelovens § 7, stk. 1." Citatet var det eneste der blev offentliggjort, og Helle Thorning-Schmidt valgte således ikke alligevel at lægge hele den 9 sider lange afgørelse frem da den ifølge Helle Thorning-Schmidt indeholdt en lang række private oplysninger.
Det er blevet fremhævet igen og igen at Helle Thorning-Schmidt lovede at lægge hele sin afgørelse fra SKAT frem for offentligheden, da skattemyndighederne skulle tage stilling til den meget omtalte skattesag. På trods af dette er der ingen, som kan finde noget sted, hvor Thorning-Schmidt har udtalt sig således. Alligevel er hun de seneste to år gentagne gange blevet taget til indtægt for den kommentar. Baggrunden var muligvis at ægteparrets skatterådgiver, Frode Holm, gav udtryk for, at offentligheden fik lov at læse med i den ni sider lange afgørelse fra SKAT:
| Citat                                         | Min klare forventning er, at Socialdemokraterne vil offentliggøre erklæringen fra Skat i sin helhed og i uredigeret form. På den måde får offentligheden det klareste billede af Skats afgørelse. | Citat |
| Frode Holm til Ekstra Bladet, 19. august 2010 | |       |

Men da Thorning og Kinnock modtog den ni sider lange afgørelse 16. september, ville parret pludselig kun offentliggøre to linjer af afgørelsen, men ikke hele afgørelsen, der fastslog at Kinnock ikke var fuldt skattepligtig.
Thorning forklarede efterfølgende i et indlæg på Socialdemokraternes hjemmeside, at de to linjer er selve afgørelsen, og de ni sider kun er sagsfremstilling med personlige oplysninger. Umiddelbart er de eneste personlige oplysninger på de ni sider, at Helle Thorning-Schmidt selv har haft en skattesag i 2008, hvor det blev slået fast, at hun i seks år uberettiget har brugt sin mands fradrag.
Afslutningen på forløbet i sommeren 2010 blev dog at Helle Thorning-Schmidt ifølge danske medier frikendt i skattesagen.

## Lækage og forsøg på at påvirke folketingsvalg
Efter medierne havde bragt sagen frem, udtalte Helle Thorning-Schmidt bl.a. i tv-interviews, at man ikke selv kan vælge, hvor man vil betale sin skat - hvilket dog ikke var helt korrekt, da alle borgere, der gerne vil betale mere i skat, netop kunne indbetale yderligere skat på en særlig konto oprettet den 20. maj 2010. Uanset dette ombestemte parret sig dog efter SKATs afgørelse og Kinnock betaler derfor ikke skat i Danmark alligevel.
Helle Thorning-Schmidt har fastholdt, at parret valgte ikke at indhente en forhåndsgodkendelse, da de var overbeviste om, at de havde overholdt reglerne til punkt og prikke, hvilket SKATs afgørelse ifølge Thorning-Schmidt underbyggede.
Dem 14. august 2010 blev Helle Thorning-Schmidts og hendes mands skattesag kendt i udlandet, idet den britiske avis The Daily Telegraph trykte en artikel om sagerne, som senere blev fulgt op af en historie i BBC. Avisen rejser nye anklager mod Helle Thorning-Schmidt og hendes mand, bl.a. hvad angår parrets lejlighed i London. Ifølge TV 2s udenrigspolitiske analytiker Mads Qvortrup påstår avisen også, at Helle Thorning-Schmidts mand har bedraget det britiske skattevæsen.[kilde mangler]
Efter afgørelsen fik avisen B.T. adgang til den 9 sider lange afgørelse fra SKAT, som Helle Thorning-Schmidt havde ønsket at hemmeligholde med henvisning til personfølsomme oplysninger. B.T. offentliggjorde dele af SKATs afgørelse i september 2011, ca. en uge før folketingsvalget. Ifølge B.T. indeholdt redegørelsen den nyhed, at Helle Thorning-Schmidt i 9 år i træk havde anvendt uberettigede skattefradrag i perioden fra 2000 til 2008. Thorning-Schmidt udnyttede sin ægtefælles danske skattefradrag til trods for at han ikke var fuldt skattepligtig i Danmark. Af afgørelsen fremgik det, at SKAT ændrede Helle Thorning-Schmidts årsopgørelse for de tre år fra 2006 til 2008, mens kravet var forældet for den resterende periode på 6 år fra 2000 til 2005.

## Reaktioner på sagen
Helle Thorning-Schmidt selv afviste til Ritzau at kommentere oplysningerne og ville ikke bekræfte hvorvidt hun uberettiget havde anvendt sin mands danske skattefradrag, da hun ikke ville "ind og diskutere mine private forhold i pressen." Hun udtalte endvidere, at artiklerne i B.T. var "fyldt med unøjagtigheder" uden dog at uddybe på hvilke punkter historien var unøjagtig. Til B.T. afviste Helle Thorning-Schmidt fuldkommen sagen og udtalte at: "Jeg ved ikke hvad du snakker om, jeg har ikke noget udestående med SKAT og har aldrig haft det og jeg er aldrig blevet bedt om at betale penge tilbage til SKAT."
Helle Thorning-Schmidt udtalte til medierne, at "der er et kæmpe problem i SKAT" samt at hun var "dybt rystet over, at den slags oplysninger kan komme ud af SKAT. Det burde slet ikke kunne lade sig gøre." Endvidere forlangte hun at SKAT udover en politiefterforskning af lækket også selv undersøgte, hvem der har haft adgang til de pågældende sager.
Efter valget 15. september 2011 viste det sig imidlertid, at B.T. havde været i besiddelse af det omstridte dokument i flere uger inden offentliggørelsen. Avisens timing blev af politiske kommentatorer opfattet som et forsøg på at påvirke valgresultatet. Det er ligeledes blevet klarlagt, at B.T. modsat avisens egen erklæring havde haft adgang til personfølsomme oplysninger. Da der i denne forbindelse er begået et brud på tavshedspligten i personsager af enten embedsmænd eller politikere med tilknytning til Skatteministeriet, har skatteminister Thor Møger Pedersen indhentet en redegørelse om sagen hos Skatteministeriets departementschef Peter Loft og Skat Københavns direktør, Erling Andersen. Dette førte til nedsættelse af en undersøgelseskommission, hvis kommissorium justitsministeren offentliggjorde den 21. december 2011.
Skattesagskommissionen afgjorde 1. november 2012, at journalister og redaktører på B.T. er fri for at vidne om kilden til publiceringen af SKATs afgørelse om Stephen Kinnocks skatteforhold. Et flertal medlemmerne lagde til grund, at kilden har villet offentliggøre forhold af samfundsmæssig betydning. Landsdommer Lars E. Andersen lagde både vægt på beløbenes størrelse samt det forhold, at Helle Thorning på tidspunktet for offentliggørelse var både partiformand og statsministerkandidat:
| Citat                        | — Jeg lægger til grund, at den skete overførsel af negativ skattepligtig indkomst og skatteværdi af personfradrag mv. beroede på tekniske beregningsmæssige forhold, men at overførslerne fremgik af årsopgørelserne for de seks år, at Helle Thorning-Schmidt ikke fik bragt disse overførsler til ophør, og at hun herved har betalt ikke ubetydelige beløb for lidt i skat for de enkelte år. På tidspunktet for offentliggørelsen af afgørelsen var Helle Thorning-Schmidt partiformand og statsministerkandidat. Under disse omstændigheder finder jeg, at det må antages, at kilden eller kilderne til BT’s artikel har villet afdække forhold, hvis offentliggørelse var af samfundsmæssig betydning. | Citat |
| Landsdommer Lars E. Andersen | |       |

Endelig betød afgørelsen at Camilla Vest blev frikendt for sin skattesag, som hun ellers først var blevet dømt for sammen med sin mand, Peder Nielsen. Skatteministeriet offentliggjorde 22. maj 2013 en kommentar til Østre Landsrets dom og Landsskatterettens kendelse i Camilla Vest-sagen. Det fremgår heraf, at afgørelsen i Stephen Kinnocks skattesag efter Skatteministeriets opfattelse ikke var udtryk for en lempelse af hidtidig praksis. Derimod fremgår det af domskommentaren, at Camilla Vests aktiviteter her i landet havde et sådant omfang og varighed (daglange fotosessioner), at det vurderedes, at Landsskatterettens kendelse, der i forlængelse af Østre Landsrets dom i straffesagen fritog Camilla Vest for skattepligt, var mere lempelig end hidtidig praksis.